# 尾崎保夫
尾崎 保夫（おざき やすお、1949年（昭和24年）9月28日 - ）は日本の政治家。東京都東大和市長（2期）、東大和市議会議員（2期）を務めた。

## 来歴
東京都東大和市生まれ。大和町立第一小学校(現東大和市立第一小学校)、大和町立第一中学校（現東大和市立第一中学校）、日本大学明誠高等学校、日本大学生産工学部管理工業科卒業。大学卒業後、小平市役所に入所。
1999年（平成11年）4月25日執行の東大和市議会議員選挙に無所属で出馬し、初当選。2003年（平成15年）、同市議選において2期目の当選。
2007年（平成19年）4月22日執行の東大和市長選挙に無所属で出馬。現職の尾又正則市長に僅差で敗れる。得票数は、尾又：17,121票、尾崎：16,921票。投票率は、54.26％。
2011年（平成23年）4月24日執行の東大和市長選挙に無所属で出馬。現職の尾又正則ら2人の候補者との争いを制し、初当選。投票率は、52.52％。同年5月1日、市長に就任。
2015年（平成27年）4月26日執行の東大和市長選挙に無所属で出馬。元職の尾又正則との争いを制し、再選。
2019年（令和元年）4月21日執行の東大和市長選挙に無所属で出馬し、三選。
2023年（令和5年）の市長選挙には不出馬を表明した。